# Assemblée des députés du district autonome de Nénétsie
VIIIe législature
L'assemblée des députés du district autonome de Nénétsie (en russe : Собрание депутатов Ненецкого автономного округа) est l'organe législatif régional de Nénétsie en Russie. Le parlement est composé de 19 députés élus pour 5 ans au suffrage universel direct. À la suite des dernières élections en 2023, l'assemblée est dominée par Russie unie.

## Élections

### 2018
| Parti         | Parti                 | %     | Sièges |
| ------------- | --------------------- | ----- | ------ |
|               | Russie unie           | 38.97 | 11     |
|               | KPRF                  | 23.80 | 3      |
|               | LDPR                  | 17.36 | 2      |
|               | Rodina                | 5.54  | 1      |
|               | Russie juste          | 5.41  | 1      |
|               | Communistes de Russie | 5.29  | 1      |
|               |                       |       |        |
| Participation | Participation         | 35.90 |        |

### 2023
| Parti   | Parti                 | %     | Sièges |
| ------- | --------------------- | ----- | ------ |
|         | Russie unie           | 43.94 | 13     |
|         | KPRF                  | 24.76 | 3      |
|         | LDPR                  | 9.93  | 1      |
|         | Communistes de Russie | 5.71  | 1      |
|         | Rodina                | 5.67  | 1      |
|         |                       |       |        |
|         | Russie juste          | 4.51  | 0      |
|         | Les Verts             | 2.95  | 0      |
|         | Indépendants          | –     | 0      |
|         |                       |       |        |
| Turnout | Turnout               | 37.65 | —      |